# Yeghishe Charents
Yeghishe Charents (în armeană Եղիշե Չարենց, n. 13/25 martie 1897, Kars, Imperiul Rus – d. 27 noiembrie 1937, Erevan, Republica Sovietică Socialistă Armeană, URSS) a fost un poet armean, scriitor și activist public. Charents a fost un poet remarcabil al secolului al XX-lea, atingând o multitudine de subiecte care au variat de la experiențele sale din Primul Război Mondial, revoluția socialistă și, mai pe larg, despre Armenia și armeni. El este recunoscut ca cel mai mare poet al secolului  al XX-lea în Armenia.

## Vezi și
- Listă de scriitori armeni
- Gurgen Mahari